# 50 років Організації Об'єднаних Націй (срібна монета)
«50 ро́ків Організа́ції Об'є́днаних На́цій» — срібна ювілейна монета номіналом 2 000 000 карбованців, випущена Національним банком України. Присвячена 50-річчю Організації Об'єднаних Націй.
Монету було введено в обіг 7 березня 1996 року. Вона належить до серії «Інші монети».
Монета відкарбована у Великій Британії.

## Опис та характеристики монети
| Номінал карб. | Метал            | Маса, грам   | Діаметр, мм. | Якість виготовлення | Гурт     | Тираж, штук |
| ------------- | ---------------- | ------------ | ------------ | ------------------- | -------- | ----------- |
| 2 000 000     | срібло 925 проби | 31,1 / 33,62 | 38,61        | пруф                | рифлений | 10 000      |

### Аверс
На аверсі монети в центрі кола, утвореного намистовим узором, знаходиться зображення малого Державного Герба України в обрамленні з двох боків гілками калини. Над гербом розміщена дата «1995» — рік карбування монети. По колу монети написи: вгорі «НАЦІОНАЛЬНИЙ БАНК УКРАЇНИ», внизу у три рядки: «2 МІЛЬЙОНИ КАРБОВАНЦІВ». Під щитом Державного герба України розміщені позначення і проба дорогоцінного металу «Ag 925» та його вага у чистоті «31,1».

### Реверс

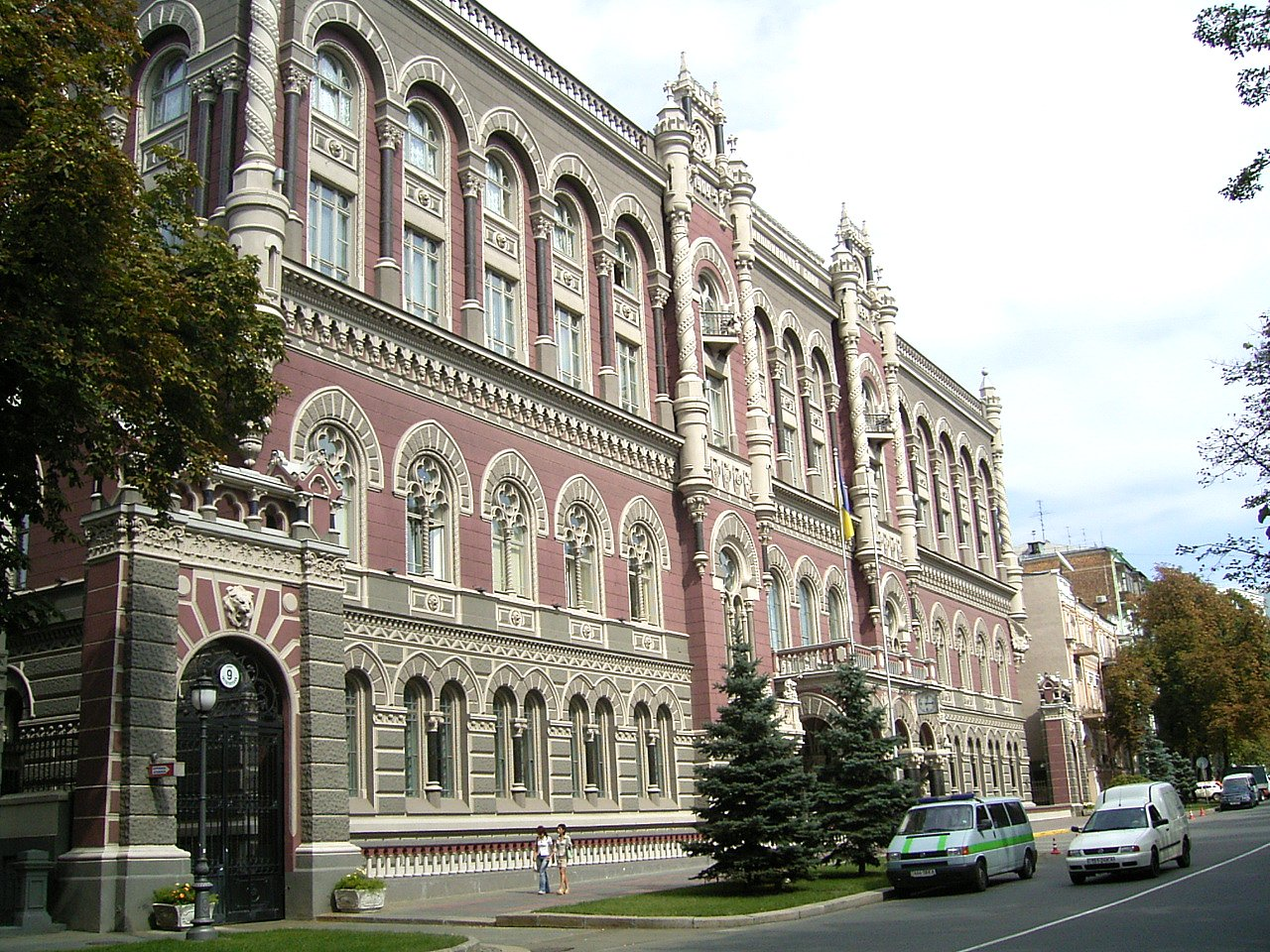
Будівля Національного банку України

На реверсі монети зображено земну кулю з розміщеними на ній прапорами країн світу та емблемою «ООН-50». По колу монети написи: вгорі «NATIONS UNITED FOR PEACE», внизу «НАЦІЇ, ОБ'ЄДНАНІ ЗАРАДИ МИРУ».

## Автори
- Художники: Олександр Івахненко (аверс), Джон Лоббан (реверс).
- Скульптор — Джон Лоббан.

## Вартість монети
Ціна монети — 493 гривні, була вказана на сайті Національного банку України 2011 року.
Фактична приблизна вартість монети, з роками змінювалася так:
| Рік        | 2010 | 2011 | 2012 | 2013 | 2014 | 2015 | 2016 | 2017  | 2018  | 2019  | 2020  | 2021  | 2022  | 2023  | 2024  | 2025  |
| ---------- | ---- | ---- | ---- | ---- | ---- | ---- | ---- | ----- | ----- | ----- | ----- | ----- | ----- | ----- | ----- | ----- |
| Ціна, грн. | 500  | 530  | 600  | 600  | 500  | 550  | 800  | 1 100 | 1 150 | 1 050 | 1 170 | 1 500 | 1 700 | 3 500 | 3 400 | 3 000 |